# Vinsonov masiv
Vinsonov masiv ali gora Vinson je velik gorski masiv Antarktike, ki je dolg 21 km in širok 13 km. Leži znotraj Sentinelske gorske verige, ki je znotraj Ellsworthovega gorovja. Gleda na ledeno polico Ronne, ki se nahaja v neposredni bližini Antarktičnega polotoka. Masiv se nahaja približno 1200 kilometrov od Južnega tečaja. Masiv so januarja 1958 odkrila letala ameriške mornarice. Leta 1961 je Svetovalni odbor za antarktična imena (ZDA-ACAN) imenoval Vinsonov masiv po Carlu G. Vinsonu, kongresniku Združenih držav iz zvezne države Georgia, za njegovo podporo raziskavam Antarktike. 1. novembra 2006 je US-ACAN razglasil goro Vinson in Vinsonov masiv za ločeni entiteti.
Gora Vinson je z 4.892 metri najvišji vrh na Antarktiki. Leži na severnem delu planote vrha Vinsonovega masiva v južnem delu glavnega sela gorske verige Sentinel približno 2 kilometra severno od vrha Hollister. Prvič ga je leta 1966 osvojila ameriška ekipa, ki jo je vodil Nicholas Clinch. Leta 2001 je prvi odpravi vrh uspelo osvojiti po vzhodni poti, opravili pa so tudi GPS meritve višine vrha . Od februarja 2010 je 1.400 plezalcev poskušalo priti na vrh gore Vinson.

## Geografija
Vinsonov masiv se razprostira med Goodgejevim prelazom in ledenikom Branscomb na severozahodu, ledenikom Nimitz in ledenikom Gildea na jugozahodu in jugu ter ledenikom Dater in njegovim pritokom ledenikom Hinkley na vzhodu. Jugovzhodni del masiva se konča na prelazu Hammer, ki se pridruži Craddock masivu, katerega najvišja točka je gora Rutford (4.477 metrov). Masiv obsega tako visoko osrednjo Vinsonovo planoto z nekaj vrhovi, ki se dvigajo na dobrih 4.700 metrov, in več stranskih slemen, ki se večinoma gibljejo jugozahodno ali severovzhodno od planote. 
Trenutna višina gore Vinson (4.892 metrov) je bila izmerjena z GPS raziskavo, ki jo je izvedla skupina fundacije Omega leta 2004. Ekipo so sestavljali Damien Gildea iz Avstralije (vodja) ter Rodrigo Fica in Camilo Rada iz Čila. Od leta 1998 in vse do leta 2007 je fundacija Omega na vrh postavila sprejemnik GPS na vrh za primerno časovno obdobje za natančne satelitske odčitke.

## Podnebje in ledeniki
Podnebje na gori Vinson na splošno nadzira sistem visokotlačnega ledeniškega pokrova, ki ustvarja pretežno stabilne razmere, vendar, tako kot v vsakem polarnem podnebju, so mogoči tudi močni vetrovi in snežne padavine. Čeprav je letno sneženje na gori Vinson nizko, lahko vetrovi v enem letu povzročijo nabiranje snega do 46 centimetrov. Med poletno sezono, od novembra do januarja, je 24 ur sončne svetlobe. Medtem ko je povprečna temperatura v teh mesecih -30 ° C, bo intenzivno sonce na temnih podlagah stopilo sneg.
V zaporednih letih se količina snega, ki pade na Vinsonov masiv, stlači in spremeni v led, ki tvori ledenike. Ti ledeniki sledijo topografiji in se spuščajo po gorskih dolinah. Najvišji ledenik zavzema dolino Jacobsen na severni strani gore Vinson in se izliva v ledenik Branscomb na zahodu ali Crosswellov ledenik na vzhodu. Slednji se skozi ledenik Ellen izliva v Rutfordski ledeniški tok. Južni del gore Vinson izsuši ledenik Roché, ki se proti zahodu izliva v ledenik Branscomb, slednji pa zapusti Vinsonov masiv in se pridruži ledeniku Nimitz.

## Zgodovina
Visoka gora, začasno znana kot "Vinson", je bila dolgo domnevana, da je v tem delu Zahodne Antarktike. Vendar je bila dejansko vidna šele januarja 1958, ko so jo opazila letala ameriške mornarice s postaje Byrd. Ime je dobila po Carlu Vinsonu, predstavniku Združenih držav iz Georgie, ki je bil ključni podpornik financiranja raziskav na Antarktiki. Prva meritev Vinsonovega masiva je bila narejena leta 1959 na nadmorski višini 5.140 m.

### Prvi pristop
Leta 1963 sta dve skupini znotraj ameriškega alpskega kluba (AAC), eno pod vodstvom Charlesa D. Hollisterja in dr. Samuela C. Silversteina, takrat iz New Yorka, in drugo pod vodstvom Petra Schoeninga iz Seattla, Washington, začeli lobirati nacionalno Znanstvena fundacija za podporo odpravi za vzpon na Vinson. Obe skupini sta se združili spomladi 1966 po pozivu Nacionalne znanstvene fundacije in AAC-ja, ki je zaposlil Nicholasa Clincha kot vodjo združenih odprav. Uradno imenovana Ameriška ekspedicija za antarktično alpininstvo (AAME) 1966/67, je bila sponzorirana s strani AAC in National Geographic Society, na terenu pa sta jo podpirala ameriška mornarica in Nacionalni urad za znanstvene fundacije za antarktične programe. V AAME 1966/67 je sodelovalo deset znanstvenikov in alpinistiov. Poleg Clincha so bili še Barry Corbet, John Evans (Univerza Minessote), Eiichi Fukušima (Univerza Washingtona, Seattle), Charles Hollister, dr. (Univerza Columbia), William Long (Aljaskina metodistična univerza), Brian Marts, Peter Schoening, Samuel Silverstein (Univerza Rockefeller) in Richard Wahlstrom.
V mesecih pred odhodom na Antarktiko je bila ekspedicija deležna velike pozornosti, predvsem zaradi poročil, da Woodrow Wilson Sayre namerava leteti v Piper Apacheju, ki ga bo pilotiral Max Conrad, "leteči dedek", s štirimi spremljevalci v verigo Sentinel za vzpon na goro Vinson. Sayre je imel sloves za problematična potovanja kot rezultat svojega nepooblaščenega, neuspešnega in skoraj usodnega poskusa vzpenjanja na Mount Everest s severa leta 1962. Zaradi njegovega nepooblaščenega vdora v Tibet je Kitajska vložila uradni protest pri ameriškem State Departmentu. Na koncu se domnevni let ni uresničil, saj je imel Conrad težave s svojim letalom. Po poročanju medijev sta bila s Sayreom še vedno v Buenos Airesu na dan, ko so prvi člani AAME 1966/67 dosegli vrh gore Vinson.
Decembra 1966 je mornarica odpeljala ekspedicijo in njene zaloge iz Christchurcha na Novi Zelandiji v ameriško oporišče McMurdo Sound na Antarktiki in od tam v smučarsko opremljenem C-130 Hercules na gorsko verigo Sentinel. Vsi člani odprave so dosegli vrh gore Vinson. Prva skupina štirih plezalcev je dosegla vrh 18. decembra 1966, štirje drugi decembra 19. decembra, zadnji trije pa 20. decembra.
17. avgusta 2006 je ameriška agencija ACAN, ki jo je nominiral Damien Gildea iz Fundacije Omega, odobrila imenovanje hčerinskih vrhov južno od gore Vinson za člane AAME 1966/67 Nicholasa Clincha, Barryja Corbeta, Eiichija Fukushimo, Charlesa Hollisterja, Briana Martsa, Samuela Silversteina, Petra Schoeninga in Richarda Wahlstroma. Drugi vrhovi na verigi Sentinel so bili poimenovani po Johnu Evansu in Williamu Longu.

### Kasnejši pristopi
Vzpon na Vinson ponuja malo tehničnih težav, kot so običajne nevarnosti potovanja na Antarktiko, in kot eden od sedmih vrhov je bil v zadnjih letih deležen veliko pozornosti dobro financiranih plezalcev. Več vodilnih podjetij ponuja vodene ekspedicije na goro Vinson, po tipičnih stroških približno 30.000 USD na osebo, vključno s prevozom na Antarktiko iz Čila.

### Prvi vzpon iz vzhodne strani
Medtem ko je velika večina predhodnih vzponov na vrh uporabljala zahodno stran masiva z ledenika Branscomb, je prvi vzpon z vzhodne strani uspešno opravila osemčlanska ekipa, ki ga je NOVA sponzorirala januarja 2001. Ekipo so sestavljali:
- Conrad Anker – vodja ekspedicije
- Jon Krakauer – alpinist in avtor
- Dave Hahn        – gorski vodnik z 34 vzponi, vključno vzpon na Gardner,  in Shinn.
- Andrew Mclean    – ekstremni smučar
- Dan Stone        – glaciolog
- Liesl Clark      – producent
- John Armstrong   – snemalec
- Rob Raker        – asistent snemalca in snemalec zvoka

Skupina ni le opravila prvi vzpon z vzhodne strani, ampak je tudi izvedla znanstvene raziskave kopičenja snega na različnih višinah in odvzela prvo zemeljsko odčitavanje GPS z vrha. GPS odčitek je označil najvišjo točko na Antarktiki kot 4.900 m, kar je zasenčilo prej ugotovljene višine, zabeležene v letih 1959 in 1979.
Drugi dosežek je bil uspešen pristanek letala Twin Otter na ledeniku Zgornji Dater na vzhodnih pobočjih gore Vinson.
NOVA je produkcijo poimenovala "Gora ledu", ki se je na PBS prvič predvajala februarja 2003.

## Slovenci na Vinsonovem masivu
1. Viki Grošelj, 5. 1. 1997
2. Stane Klemenc, 5. 1. 1997
3. Rafko Vdolšek, 5. 1. 1997
4. Davo Karničar, 28. 11. 2006
5. Izidor Furjan, 4. 12. 2023

## Zemljevidi
- Vinson Massif.  Merilo 1:250 000 topografski zemljevid.  Reston, Virginia: US Geological Survey, 1988.
- D. Gildea and C. Rada.  Vinson Massif and the Sentinel Range.  Merilo 1:50 000 topografski zemljevid.  Omega Foundation, 2007.
- Antarctic Digital Database (ADD). Merilo 1:250000 topografski zemljevid Antarktike. Scientific Committee on Antarctic Research (SCAR). Od 1993, redno posodobljen.